# Ас (монета)

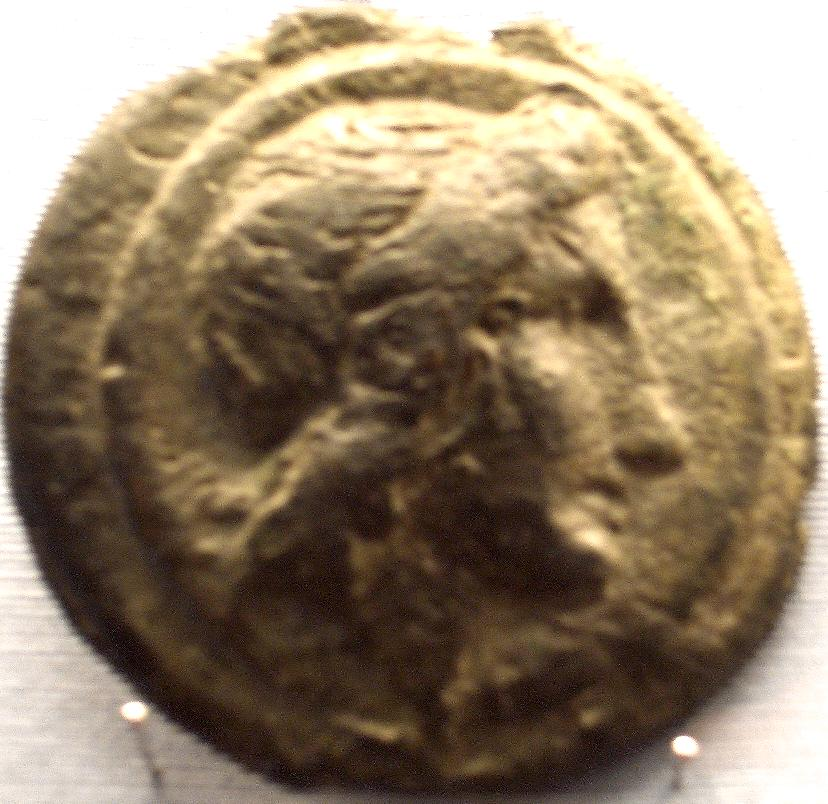
Ас за часів республіки (бл. 270 р. до н. е.)

Ас — назва старовинної римської мідної монети, що карбувалася в Римі за часів Сервія Туллія, але з'явилася, ймовірно, лише на початку республіки.
Як і всі інші грошові системи, римська була також пов'язана з вагою. Первинна форма середньоіталійського аса Aes Grave важила спочатку точно 1 римський фунт (лібра) — 327,45 грама. Але з плином часу і розвитком грошової системи він зменшувався і в пізніший час імперії зберіг лише 1/36 своєї початкової ваги.
Усі монети стародавньої Італії являли собою ас помножений чи розділений на певне число. Не тільки під час розділу монет, а й під час визначення міри, ваги, спадщини й відсотків одиницею брався ас і поділявся на 12 часток — унцій. Кожна частина розділеної одиниці мала свою особливу назву, наприклад:

## Вартість аса (бл. 350р. до н.е.— 210р. до н.е.)
- 1 ас = 12 унцій
- 1 ас = 6 секстансів (1 секстанс = 2 унції)
- 1 ас = 4 квадранси (1 увадранс = 3 унції)
- 1 ас = 3 трієнси (1 трієнс = 2 секстанси, 4 унції)
- 1 ас = 2 семіси (1 семіс = 2 трієнси, 6 унцій)

## Вартість аса (бл. 211р. до н.е.— 130р. до н.е.)
У часи введення срібного денарія та вже дещо зменшеній вартості аса в період від 211—130 рр. до н. е.:
- 1 денарій (срібло) = 2 квінарії (срібло) = 4 сестерції = 10 асів

## Вартість аса (бл. 130р. до н.е.— 27 р. н.е.)
Зі 130 до 27 рр. до н. е.:
- 1 денарій (срібло) = 2 квінарії (срібло) = 4 сестерції = 16 асів

## Вартість аса після монетної реформи Августа бл. 27 р. до. н. е
Монетна реформа Октавіана Августа відбулась під час його правління, з 27 до 14 рр. до н. е.)
- 1 ауреус (золото) = 25 денаріїв (срібло)
- 1 денарій = 2 квінари (срібло)
- 1 квінарій = 2 сестерції (латунь, пізніше бронза)
- 1 сестерцій = 2 дупондії (латунь, пізніше бронза)
- 1 дупондій = 2 аси (мідь/бронза)
- 1 семіс = 2 квадранси (Мідь/бронза)
- 1 квадранс = 2 октанси (за Траяна)

Мідні монети відрізнялися одна від одної відомим традиційним карбуванням. Справжні римські монети мали на лицевій стороні голову якого-небудь бога, напр. Юпітера, а на зворотній стороні, наприклад, міг бути зображений корабельний ніс (т. зв. «морські» карбування) з цифровими вказівками вартості. Кульками (крапками) позначалося число унцій на дрібних частинах аса. Римські цифри карбувалися на асі та на кратних йому інших монетах.